# Marriage Contract
Marriage Contract (hangul: 결혼계약; hanja: 結婚契約; rr: Gyeolhon Gyeyak) é uma série de televisão sul-coreana estrelada por Lee Seo-jin, Uee e Shin Rin-ah. Ela foi exibida pela MBC de 5 de março a 24 de abril de 2016 com um total de dezesseis episódios. Seu enredo principal gira em torno de um contrato de casamento feito por uma mãe solteira diagnosticada com um tumor cerebral e um filho de um chaebol, que utiliza este contrato como o último recurso para salvar a vida de sua mãe.

## Enredo
Kang Hye-soo (Uee) é uma mãe solteira que luta para criar sua filha enquanto paga as dívidas deixadas por seu falecido marido. Han Ji-hoon (Lee Seo-jin) é o filho ilegítimo de um chaebol, que procura um casamento por contrato, a fim de salvar sua mãe, que precisa de um transplante de fígado. Quando Hye-soo é diagnosticada com tumor cerebral agressivo, ela concorda em casar-se com Ji-hoon e doar parte de seu fígado para sua mãe, em troca de receber dinheiro suficiente para prover sua filha até a mesma atingir a idade adulta.

## Elenco

### Principal
- Lee Seo-jin como Han Ji-hoon
  - Lee Gun-ha como  Han Ji-hoon (jovem)
- Uee como Kang Hye-soo
- Shin Rin-ah como Cha Eun-seong

### De apoio
- Kim Yong-geon como Han Seong-gook
- Park Jung-soo como Yoon Seon-yeong
- Lee Hwi-hyang como Oh Mi-ran
- Kim Young-pil como Han Jeong-hoon
- Kim Kwang-kyu como Park Ho-joon
- Kim Yoo-ri como Seo Na-yoon
- Jung Kyung-soon como Shim Yeong-hee
- Lee Hyun-geol como Kong Soo-chang
- Pyo Ye-jin como Hyun A-ra
- Ahn Ji-hoon como Jo Seung-joo
- Kim So-jin como Hwang Joo-yeon

### Participações especiais
- Baek Soo-Ryun como locatária de Hye-Soo (ep.1-2)
- Jung Hye-Sung como namorada de Ji-Hoon (ep.1)

## Recepção
Na tabela abaixo, os números azuis representam as audiências mais baixas e os números vermelhos representam as audiências mais elevadas.
| Episódio | Data de transmissão | Audiência média | Audiência média              | Audiência média | Audiência média              |
| Episódio | Data de transmissão | TNmS Ratings    | TNmS Ratings                 | AGB Nielsen     | AGB Nielsen                  |
| Episódio | Data de transmissão | Em todo o país  | Região Metropolitana de Seul | Em todo o país  | Região Metropolitana de Seul |
| -------- | ------------------- | --------------- | ---------------------------- | --------------- | ---------------------------- |
| 1        | 5 de março de 2016  | 17.3%           | 18.4%                        | 17.2%           | 18.2%                        |
| 2        | 6 de março de 2016  | 17.1%           | 18.5%                        | 18.0%           | 19.3%                        |
| 3        | 12 de março de 2016 | 16.6%           | 17.0%                        | 17.3%           | 19.6%                        |
| 4        | 13 de março de 2016 | 17.4%           | 17.9%                        | 17.8%           | 19.6%                        |
| 5        | 19 de março de 2016 | 17.0%           | 18.2%                        | 18.0%           | 19.7%                        |
| 6        | 20 de março de 2016 | 17.9%           | 18.4%                        | 19.3%           | 20.6%                        |
| 7        | 26 de março de 2016 | 16.1%           | 17.3%                        | 18.4%           | 20.3%                        |
| 8        | 27 de março de 2016 | 18.5%           | 19.8%                        | 20.4%           | 22.4%                        |
| 9        | 2 de abril de 2016  | 18.0%           | 19.6%                        | 18.9%           | 20.7%                        |
| 10       | 3 de abril de 2016  | 18.4%           | 20.6%                        | 22.0%           | 24.6%                        |
| 11       | 9 de abril de 2016  | 17.0%           | 19.0%                        | 20.6%           | 22.4%                        |
| 12       | 10 de abril de 2016 | 18.1%           | 18.7%                        | 22.9%           | 25.4%                        |
| 13       | 16 de abril de 2016 | 17.1%           | 18.4%                        | 19.6%           | 21.5%                        |
| 14       | 17 de abril de 2016 | 19.0%           | 20.1%                        | 21.3%           | 23.4%                        |
| 15       | 23 de abril de 2016 | 18.0%           | 18.7%                        | 19.3%           | 21.5%                        |
| 16       | 24 de abril de 2016 | 20.3%           | 22.8%                        | 22.4%           | 23.6%                        |
| Média    | Média               | 17.7%           | 19.0%                        | 19.6%           | 21.4%                        |

## Prêmios e indicações
| Ano  | Prêmio                 | Categoria                                                 | Beneficiário      | Resultado |
| ---- | ---------------------- | --------------------------------------------------------- | ----------------- | --------- |
| 2016 | APAN Star Awards       | Prêmio de Excelência, Atriz em minissérie                 | Uee               | Indicado  |
| 2016 | Korea Drama Awards     | Melhor Diretor de Produção                                | Kim Jin-min       | Venceu    |
| 2016 | Korea Drama Awards     | Prêmio de Excelência, Ator                                | Lee Seo-jin       | Indicado  |
| 2016 | Asian Television Award | Melhor Série de Drama                                     | Marriage Contract | Indicado  |
| 2016 | Grimae Awards          | Melhor Atriz                                              | Uee               | Venceu    |
| 2016 | MBC Drama Awards       | Grande Prêmio (Daesang)                                   | Lee Seo-jin       | Indicado  |
| 2016 | MBC Drama Awards       | Grande Prêmio (Daesang)                                   | Uee               | Indicado  |
| 2016 | MBC Drama Awards       | Drama do Ano                                              | Marriage Contract | Indicado  |
| 2016 | MBC Drama Awards       | Prêmio Top Excelência, Ator em Projeto Especial em Drama  | Lee Seo-jin       | Venceu    |
| 2016 | MBC Drama Awards       | Prêmio Top Excelência, Atriz em Projeto Especial em Drama | Uee               | Venceu    |
| 2016 | MBC Drama Awards       | Prêmio de Excelência, Atriz em Projeto Especial em Drama  | Kim Yoo-ri        | Indicado  |
| 2016 | MBC Drama Awards       | Prêmio de Atuação, Atriz em Projeto Especial em Drama     | Lee Hwi-hyang     | Venceu    |
| 2016 | MBC Drama Awards       | Melhor Jovem Atriz                                        | Shin Rin-ah       | Indicado  |
| 2016 | MBC Drama Awards       | Prêmio de Melhor Casal                                    | Lee Seo-jin & Uee | Indicado  |

## Transmissão internacional
- Nas Filipinas, Marriage Contract foi exibida a partir de 17 de setembro de 2018 pela GMA Network, como parte do aniversário de quinze anos de seu bloco de exibição de dramas asiáticos, GMA The Heart of Asia.
- Na Índia foi transmitida através do serviço de streaming Viu com legendas em língua inglesa.